# Bramwell Fletcher
Bramwell Fletcher est un acteur britannique né le 20 février 1904, à Bradford, Yorkshire (Angleterre), et décédé le 22 juin 1988 à Westmoreland, New Hampshire (États-Unis).

## Filmographie
- 1930 : Raffles de George Fitzmaurice
- 1931 : Svengali, de Archie Mayo : Billee
- 1931 : Le Millionnaire (The Millionaire), de John G. Adolfi : Carter Andrews
- 1931 : Daughter of the Dragon de Lloyd Corrigan
- 1932 : La Momie (The Mummy), de Karl Freund : Ralph Norton
- 1933 : Une nuit seulement (Only Yesterday), de John M. Stahl : Scott Hughes
- 1934 : Le Mouron rouge (The Scarlet Pimpernel), de Harold Young : le prêtre
- 1942 : Tondelayo (White Cargo), de Richard Thorpe : Wilbur Ashley
- 1942 : Prisonniers du passé (Random Harvest), de Mervyn LeRoy : Harrison
- 1943 : Aventure en Libye (Immortal Sergeant), de John M. Stahl : Symes